# Internationale Politiepetten Collectie

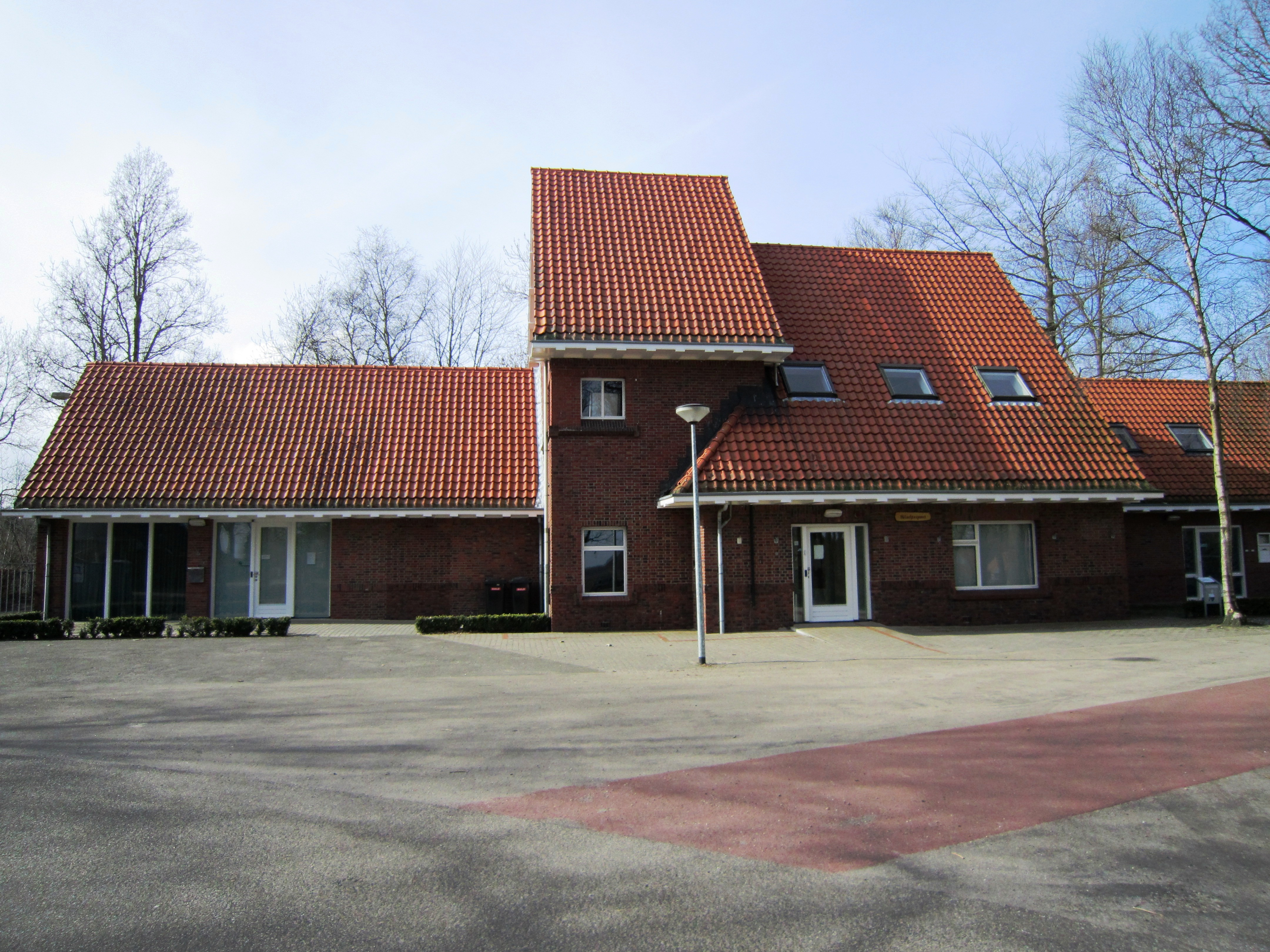
Het oude stationsgebouw

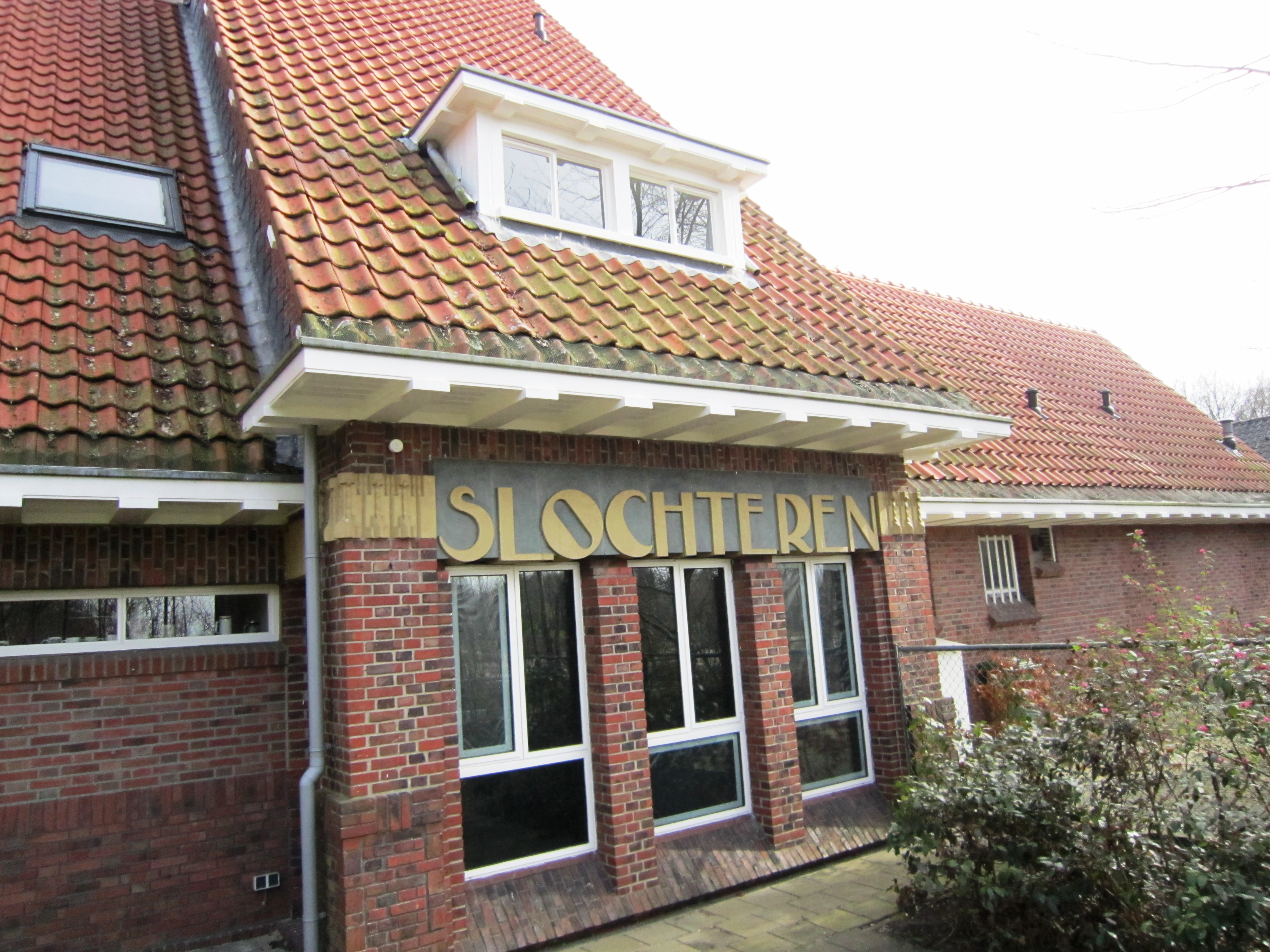
Het oude stationsgebouw

De Internationale Politiepetten Collectie is een permanente tentoonstelling van een internationale collectie van politiepetten in het voormalige station Slochteren van het Woldjerspoor in de Groningse plaats Slochteren. De collectie is eigendom van de afdeling Groningen van de International Police Association.
Naast de bijna 1500 verschillende politiepetten uit meer dan 220 landen, zijn er onder andere ook diverse politie-uniformen, handboeien en politie-emblemen te bewonderen.
De Nederlandse collectie petten bestaat uit oude helmen uit de 19e eeuw tot aan de huidige pet. De collectie omvat tevens politiepetten uit andere Europese landen en uit de rest van de wereld.

## Afbeeldingen van het museum

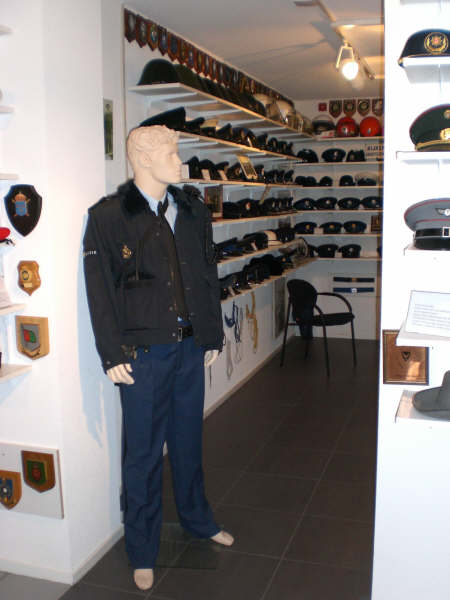
Gedeelte van de collectie
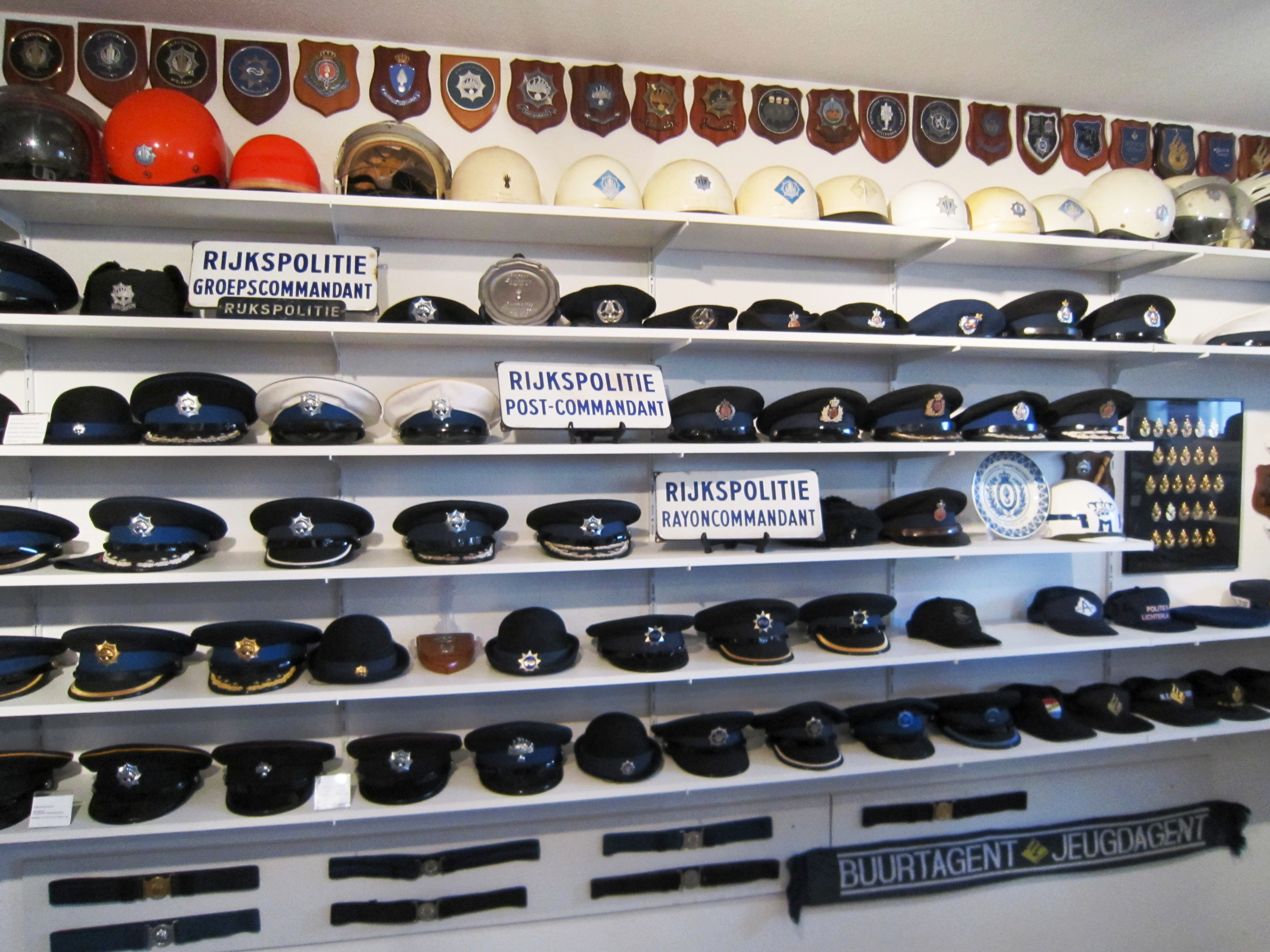
Gedeelte van de collectie
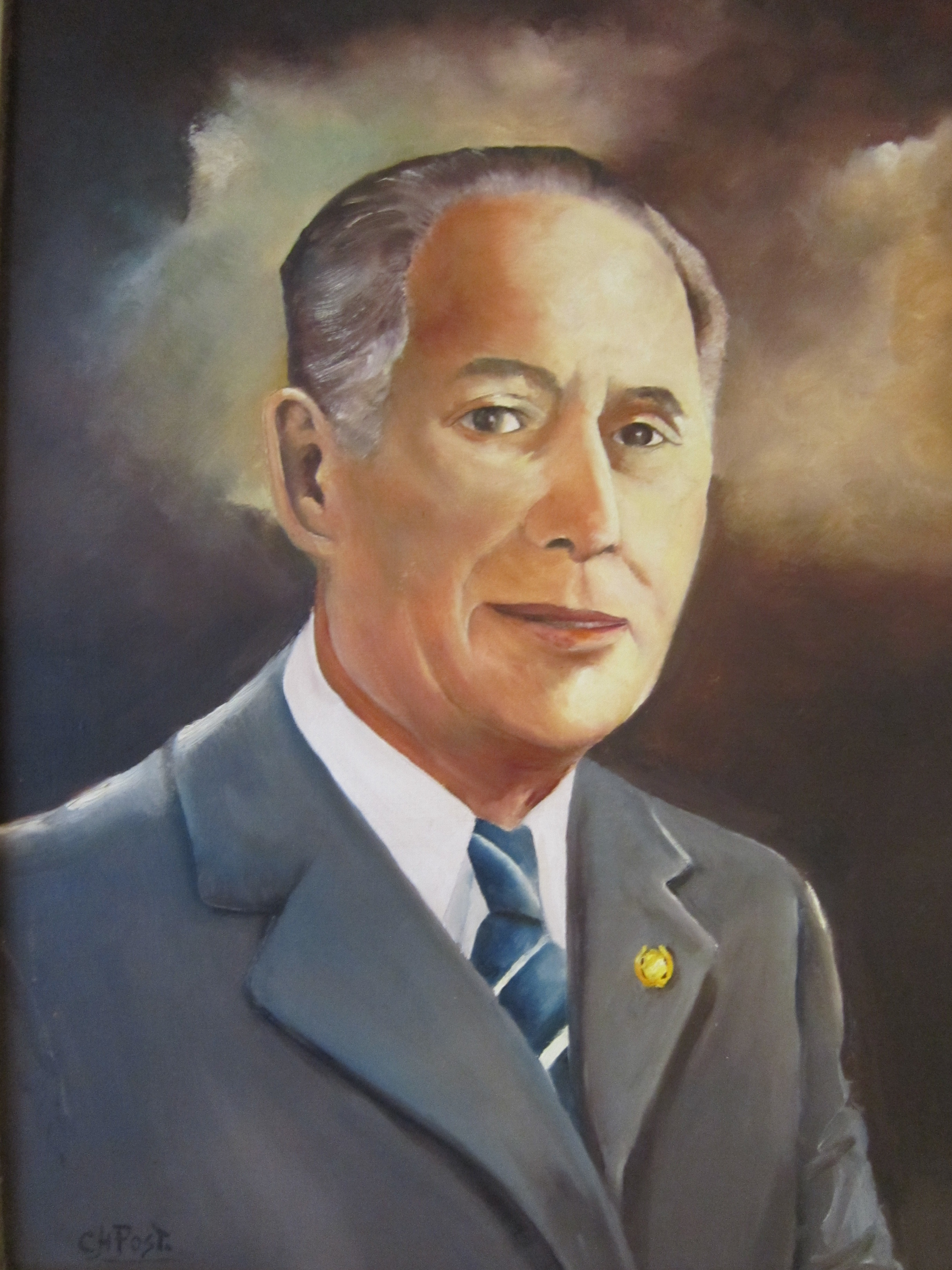
Arthur Troop
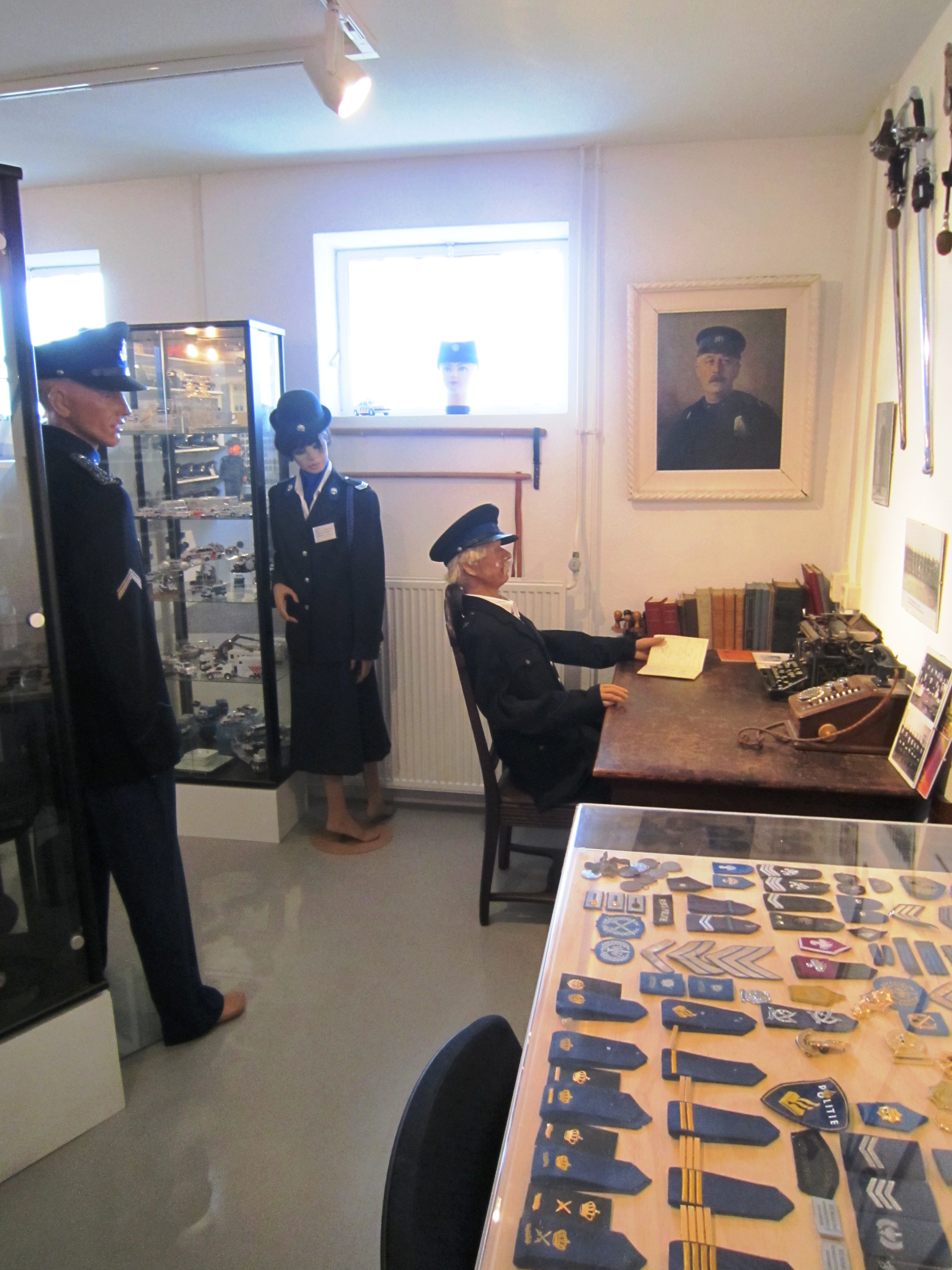
Politieman in oud uniform